# 鲍曼县 (北达科他州)
鲍曼县（英語：Bowman County）为美国北达科他州的一個郡份，根据2020年人口普查显示，该县人口为2,993人。该县的县治及最大城市皆为鲍曼。